# Teatro español del Siglo de Oro
Se conoce por teatro español del Siglo de Oro o bien teatro áureo español a la gran producción teatral comprendida durante los siglos XVI y XVII en los dominios tanto peninsulares como de ultramar que conformaban la corona española. Este extenso periodo que abarca más de un siglo, se le considera uno de los más fructíferos debido a que vio nacer a algunos de los dramaturgos españoles más conocidos y universales, como son Lope de Vega, Calderón de la Barca, Tirso de Molina, Agustín Moreto y Juan Ruiz de Alarcón.

## Características y antecedentes

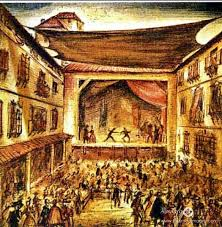
Corral de comedias

El teatro del siglo de oro se distingue por ser un tipo de representación que no seguía los cánones aristotélicos, gran parte de su producción estaba escrita en verso y se ponía en escena en unos recintos conocidos popularmente como corrales de comedias -con muy pocos medios escenográficos y lumínicos- por compañías profesionales compuestas tanto por actores como por actrices. Si bien las mujeres tenían licencia para actuar a partir de 1587, esta práctica siguió siendo controvertida hasta 1599, cuando un decreto real estipuló que solo las mujeres casadas con miembros de la empresa podían actuar.

### Búsqueda de una fórmula nueva
Tras la llegada del Renacimiento y el resurgir de las ciudades por el restablecimiento del comercio, el teatro en occidente escapa al control de la iglesia y vuelve a hacerse presente en la vida cultural de las principales ciudades de Europa, propiciando que paulatinamente se creen de nuevo edificios estables con programación regular y las compañías itinerantes encuentren asiento.
Sin embargo, existe una sociedad muy diferente a aquella anterior al medievo, por lo que a nivel estético dos posiciones contrapuestas se perfilan: por un lado los partidarios de la imitación servil de los clásicos grecolatinos y de la interpretación horaciana de las doctrinas aristotélicas, y por otro los autores que reclaman una mayor libertad para el creador y que intentan incorporar los materiales dramáticos (leyendas y tradiciones susceptibles de ser representadas) forjados durante la Edad Media.
Este proceso de encontrar un nuevo marco donde poder engarzar en escena otros relatos, piezas musicales, números cómicos, sainetes y loas en un nuevo canon hará que la producción del siglo XVI -no sólo en España- sea de pocos autores de renombre, si exceptuamos a algunos italianos como Maquiavelo y Ruzante, pero necesario para desembocar más adelante en lo que se dará en llamar la comedia nueva. Este proceso de experimentación hace que hoy en día sea tan poco habitual el ver representadas piezas de este periodo de transición, siendo excepción los pasos de Lope de Rueda o La Numancia de Cervantes.

### Influjo italiano

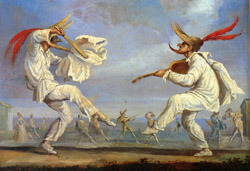
Commedia dell'arte

Italia, durante el siglo XVI, fue a la cabeza de las naciones europeas en el desarrollo del teatro y de otras artes. Su influjo llegó a España, como era natural, sobre todo teniendo en cuenta la constante interrelación política y económica. Por lo tanto, es indudable la influencia italiana en los autores españoles que escriben en el periodo: Lope de Rueda imita a Boccaccio, Gigio Artemio Giancarli o Antonio Francesco Raineri, entre otros; Timoneda a Ariosto; etc. Pero lo trascendental no es la creación de tal o cual obra a imitación de las italianas, sino la progresiva conformación de una manera de concebir el arte dramático en su aspecto literario y escénico.
Los actores italianos influyeron en la modificación del calendario teatral (Ganasa, un célebre comediante, consiguió de Felipe II permiso para representar a diario), en la puesta en escena, en la escenografía y en la siempre controvertida intervención de las actrices en las representaciones. Por otro lado, la configuración de los personajes de la comedia española sigue en algunos puntos los patrones del teatro italiano. Hay que destacar, por ejemplo, la importancia del zanni (el sirviente) en la configuración del gracioso. Además, la figura del donaire va a sintetizar el doblete de criados que aparecía en la comedia italiana: el listo y enredador, y el hambriento, tonto y glotón; la figura del bobo, tantas veces presente en las obras de Lope de Rueda, se ajusta perfectamente a los caracteres de este segundo criado; etc. Además, el zanni tenía la función de contrapeso en las situaciones trágicas, que en el teatro español corresponde al gracioso.

## Principales referentes

### El teatro popular de Lope de Rueda

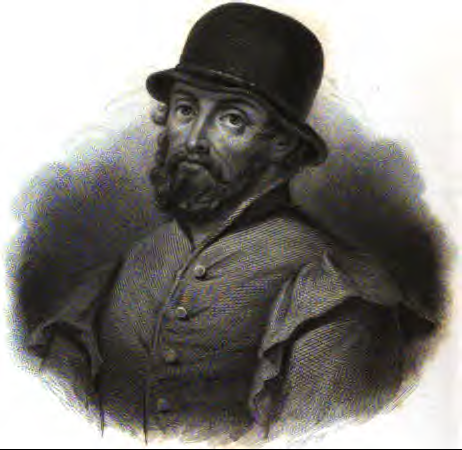
Lope de Rueda

Es conocido el recuerdo de Cervantes, quien en el prólogo a sus Ocho comedias y ocho entremeses (1615) evoca la habilidad de Lope de Rueda en los papeles de rufián, bobo o negra, en aquellos primeros teatros rudimentarios de escenografía y medios.
Es autor de cuatro comedias, algunos coloquios pastoriles y veinticuatro pasos, o intermedios cómicos, base principal de su fama y relevancia posterior; otras piezas de dudosa atribución son el auto en prosa de Naval y Abigail, o los autos en verso Los desposorios de Moisén, El hijo pródigo, etc. Las comedias responden a los modelos italianos, que imita y a veces casi traduce.

### El teatro de Cervantes

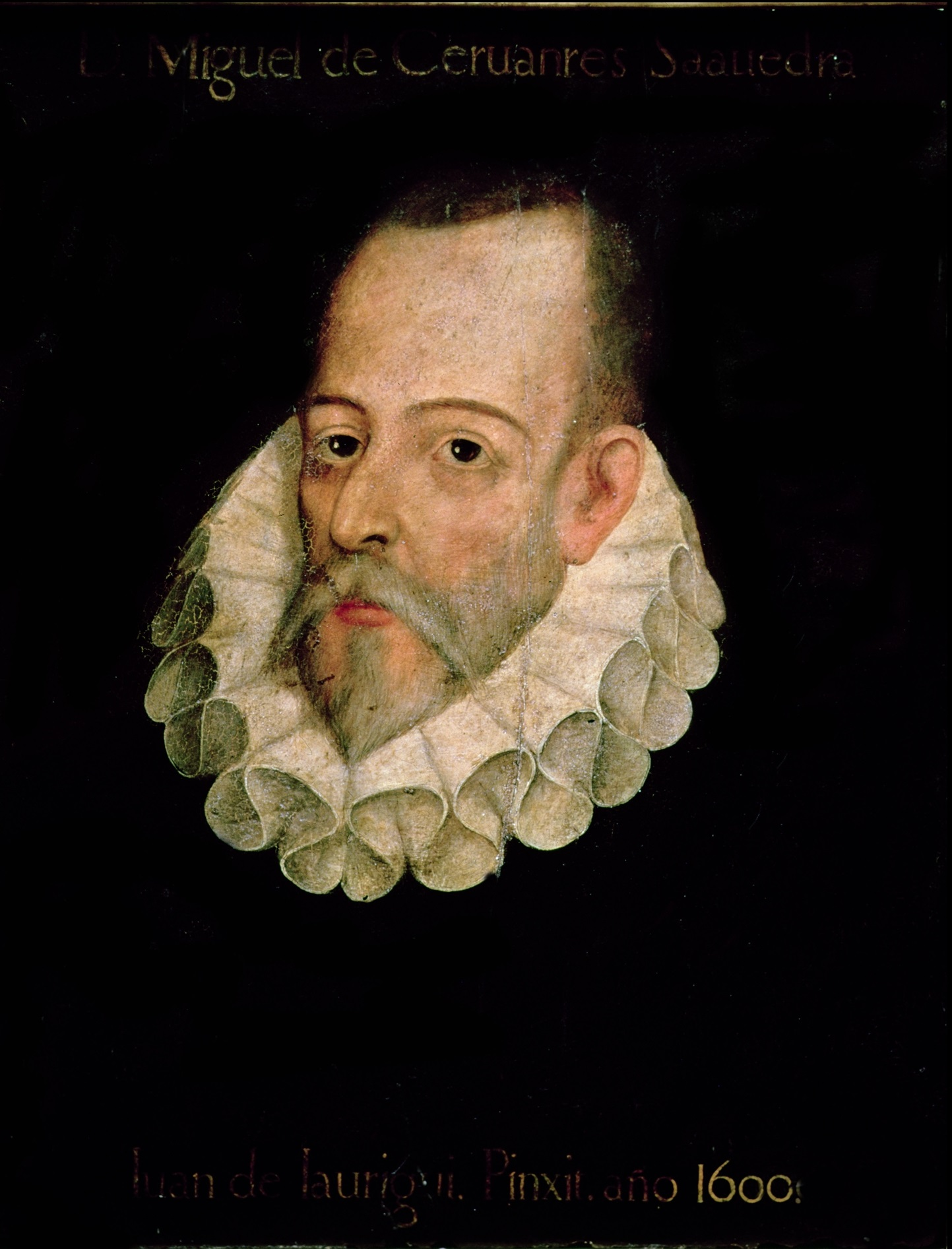
Miguel de Cervantes

La dedicación de Cervantes al teatro ha sido denominada como el drama de una vocación. Efectivamente, contrastan la asiduidad y entrega con que se consagró al arte escénico y el escaso éxito que en él obtuvo. De hecho, esta sensación de fracaso aflora repetidamente en varias de sus obras. Por ejemplo, en el prólogo de Ocho comedias y ocho entremeses nuevos nunca representados (1615) recuerda lo que fue para él el teatro y sus antecedentes:
Sucedió a Lope de Rueda, [Cristóbal] Navarro, natural de Toledo, el cual fue famoso en hacer la figura de un rufián cobarde; éste levantó algún tanto más el adorno de las comedias y mudó el costal de vestidos en cofres y en baúles; sacó la música, que antes cantaba detrás de la manta, al teatro público; quitó las barbas de los farsantes, que hasta entonces ninguno representaba sin barba postiza, e hizo que todos representasen a cureña rasa, si no era los que habían de representar los viejos u otras figuras que pidiesen mudanza de rostro; inventó tramoyas, nubes, truenos y relámpagos, desafíos y batallas, pero esto no llegó al sublime punto en que está agora.

### ElArte nuevo de hacer comediasde Lope de Vega

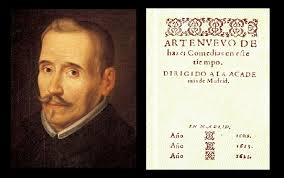
Arte nuevo de hacer comedias, de Lope de Vega

La gran eclosión del teatro áureo español no se debió sólo a la aparición de una serie de figuras geniales en un corto espacio de tiempo. La fertilidad dramática de este periodo (siglo XVII) responde al hallazgo de una fórmula teatral afortunada. Sobre las mil obras rutinarias y adocenadas que aplican sin creatividad unos principios estructurales prefijados, se levanta un centenar de dramas que calan en hondos conflictos humanos o crean un mundo cómico de mecánica perfecta. Sin duda, antes de 1580-1590 existían escritores con sentido de lo dramático, pero no lograron creaciones definitivas y perdurables porque carecieron de una arquitectura teatral que les permitiera articular sus intuiciones. Indisolublemente ligadas al progreso de la literatura dramática se desarrollaron las condiciones que posibilitan la existencia del hecho teatral: creación de locales y compañías, captación de público, etc. A ello se debe el inmenso y casi repentino auge del arte dramático en España.
El «monstruo de la naturaleza», como lo llamó Cervantes, fue, en el Siglo de Oro, Lope de Vega, también conocido como «el Fénix de los Ingenios», autor de más de 400 obras teatrales, así como de novelas, poemas épicos, narrativos y varias colecciones de poesía lírica profana, religiosa y humorística. Lope destacó como consumado maestro del soneto. Su aportación al teatro universal fue principalmente una portentosa imaginación, de la que se aprovecharon sus contemporáneos, sucesores españoles y europeos extrayendo temas, argumentos, motivos y toda suerte de inspiración. Su teatro, polimétrico, rompe con las unidades de acción, lugar, tiempo, y también con la de estilo, mezclando lo trágico con lo cómico. Expuso su peculiar arte dramático en su Arte nuevo de hacer comedias en este tiempo (1609). Flexibilizó las normas clasicistas del aristotelismo para adecuarse a su tiempo y abrió con ello las puertas a la renovación del arte dramático. También creó el molde de la llamada comedia de capa y espada. En comedia palatina, fue el autor que más recurrió a la ambientación en el reino de Hungría, recurso que se convertiría en frecuente en la literatura de la época. El ciclo de comedias húngaras de Lope consta de alrededor de veinte obras.

### Tirso de Molina
Junto a él, destacan sus discípulos Guillén de Castro, que prescinde del personaje cómico del gracioso y elabora grandes dramas caballerescos sobre el honor junto a comedias de infelicidad conyugal o tragedias en las que se trata el tiranicidio; Juan Ruiz de Alarcón, que aportó su gran sentido ético de crítica de los defectos sociales y una gran maestría en la caracterización de los personajes; Luis Vélez de Guevara, al que se le daban muy bien los grandes dramas históricos y de honor; Antonio Mira de Amescua, muy culto y fecundo en ideas filosóficas, y Tirso de Molina, maestro en el arte de complicar diabólicamente la trama y crear caracteres como el de Don Juan en El burlador de Sevilla.
Pueden citarse como obras maestras representativas del teatro áureo español la Numancia de Miguel de Cervantes, un sobrio drama heroico nacional; de Lope, El caballero de Olmedo, drama poético al borde mismo de lo fantástico y lleno de resonancias celestinescas; Peribáñez y el Comendador de Ocaña, antecedente del drama rural español; El perro del hortelano, deliciosa comedia donde una mujer noble juguetea con las intenciones amorosas de su plebeyo secretario, La dama boba, donde el amor perfecciona a los seres que martiriza, y Fuenteovejuna, drama de honor colectivo, entre otras muchas piezas donde siempre hay alguna escena genial.

### Juan Ruiz de Alarcón

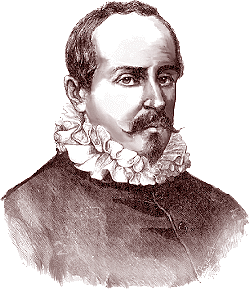
Juan Ruiz de Alarcón

Las mocedades del Cid de Guillén de Castro, inspiración para el famoso «conflicto cornelliano» de Le Cid de Pierre Corneille; Reinar después de morir de Luis Vélez de Guevara, sobre el tema de Inés de Castro, que pasó con esta obra al drama europeo; La verdad sospechosa y Las paredes oyen, de Juan Ruiz de Alarcón, que atacan los vicios de la hipocresía y la maledicencia y sirvieron de inspiración para Molière y otros comediógrafos franceses; El esclavo del demonio de Antonio Mira de Amescua, sobre el tema de Fausto; La prudencia en la mujer, que explora el tema de la traición reiterada y donde aparece el recio carácter de la reina regente María de Molina, y El burlador de Sevilla, de Tirso de Molina, sobre el tema del donjuán y la leyenda del convidado de piedra.
El otro gran dramaturgo áureo en crear una escuela propia fue Pedro Calderón de la Barca; sus personajes son fríos razonadores y con frecuencia obsesivos; su versificación reduce conscientemente el repertorio métrico de Lope de Vega y también el número de escenas, porque las estructuras dramáticas están más cuidadas y tienden a la síntesis; se preocupa también más que Lope por los elementos escenográficos y refunde comedias anteriores, corrigiendo, suprimiendo, añadiendo y perfeccionando; es un maestro en el arte del razonamiento silogístico y utiliza un lenguaje abstracto, retórico y elaborado que sin embargo supone una vulgarización comprensible del culteranismo; destaca en especial en el auto sacramental, género alegórico que se avenía con sus cualidades y llevó a su perfección, y también en la comedia.

### Pedro Calderón de la Barca

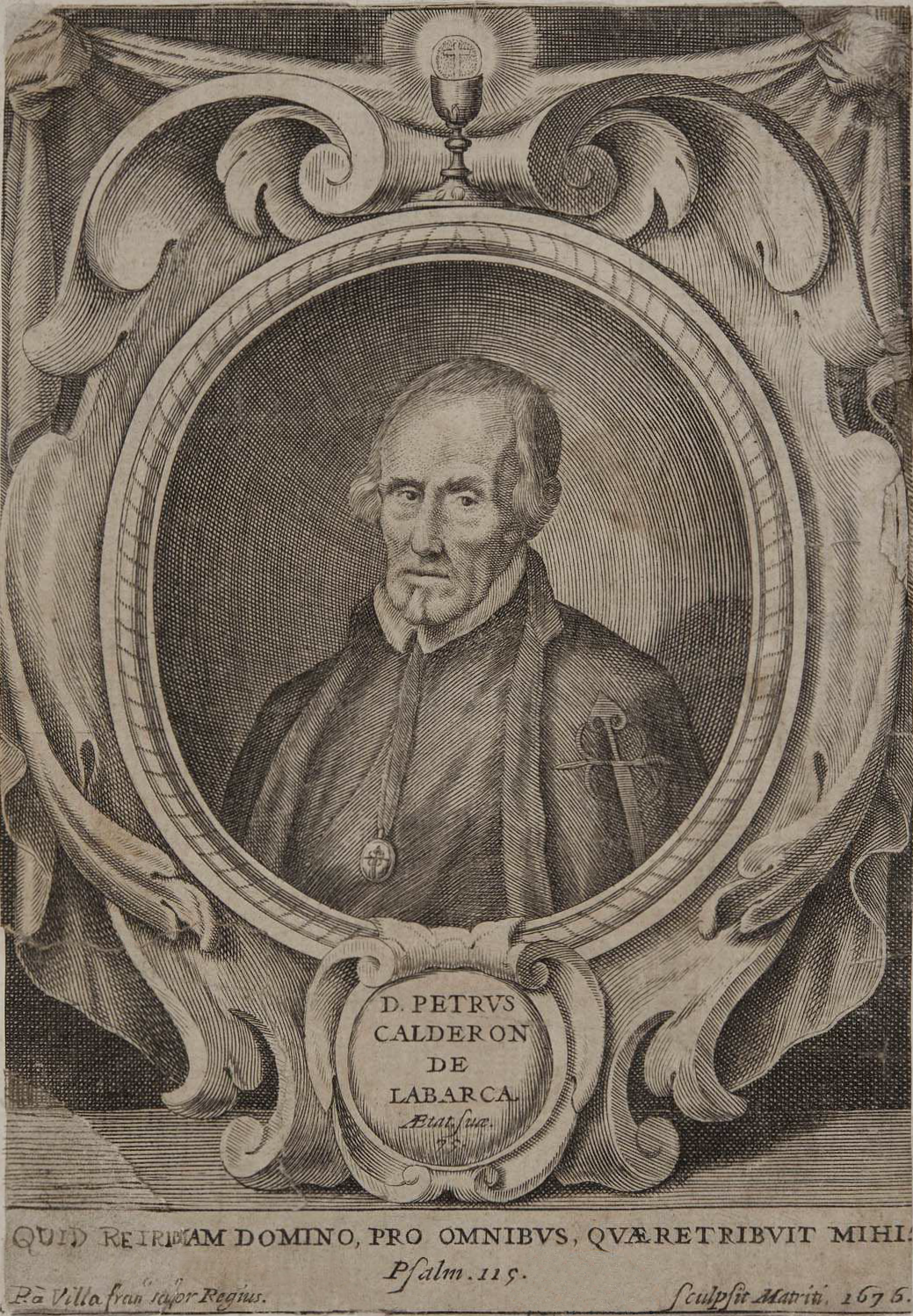
Pedro Calderón de la Barca

De Calderón destacan obras maestras como La vida es sueño, sobre los temas del libre albedrío y el destino; El príncipe constante, donde aparece una concepción existencial de la vida; las dos partes de La hija del aire, la gran tragedia de la ambición en la persona de la reina Semíramis; los grandes dramas de honor sobre personajes enloquecidos por los celos, como El mayor monstruo del mundo, El médico de su honra o El pintor de su deshonra. De entre sus comedias destacan La dama duende, y cultivó asimismo dramas mitológicos como Céfalo y Procris, de los que él mismo sacó la comedia burlesca del mismo título; también, autos sacramentales como El gran teatro del mundo o El gran mercado del mundo que sugestionaron la imaginación de los románticos ingleses y alemanes.
Tuvo por discípulos e imitadores de estas cualidades a una serie de autores que refundieron obras anteriores de Lope o sus discípulos puliéndolas y perfeccionándolas: Agustín Moreto, maestro del diálogo y la comicidad cortesana; Francisco de Rojas Zorrilla, tan dotado para la tragedia como para la comedia; Antonio de Solís, también historiador y propietario de una prosa que ya es neoclásica, o Francisco Bances Candamo, teorizador sobre el drama, entre otros no menos importantes.
Entre sus discípulos tenemos las comedias clásicas de Agustín Moreto, como la comedia palatina El desdén, con el desdén, la de figurón El lindo don Diego y el drama religioso San Franco de Sena, que remite a El condenado por desconfiado de Tirso de Molina; Francisco de Rojas Zorrilla con la comedia de figurón Entre bobos anda el juego, el drama de honor Del rey abajo ninguno y la deliciosa y moderna comedia Abre el ojo. De Antonio de Solís, El amor al uso y Un bobo hace ciento; de Francisco Bances Candamo, las tragedias políticas El esclavo en grillos de oro y La piedra filosofal.

### Otros autores

#### Sor Juana Inés de la Cruz

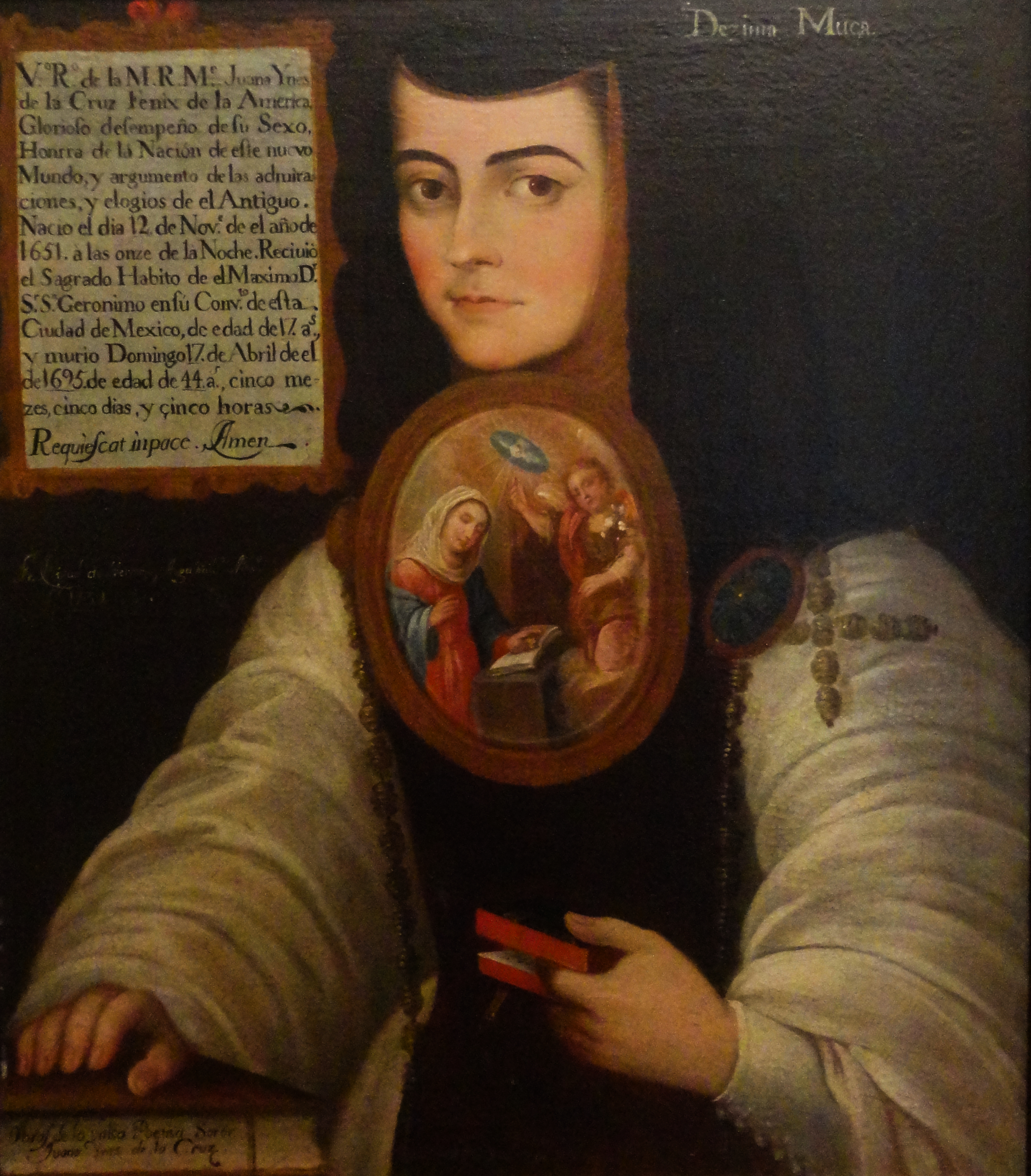
Sor Juana Inés de la Cruz

Sor Juana Inés de la Cruz cultivó la lírica, el auto sacramental y el teatro, así como la prosa. Perteneció a la corte de Antonio Sebastián de Toledo Molina y Salazar, marqués de Mancera y 25.º virrey novohispano. En 1669, por anhelo de conocimiento, ingresó a la vida monástica. Sus más importantes mecenas fueron los virreyes de Mancera, el arzobispo virrey Payo Enríquez de Rivera y los marqueses de la Laguna de Camero Viejo, virreyes también de la Nueva España, quienes publicaron los dos primeros tomos de sus obras en la España peninsular. Son sus obras más conocidas: La segunda Celestina, Los empeños de una casa y Amor es más laberinto.

#### Luis Vélez de Guevara
Este dramaturgo y novelista español es principalmente conocido por ser autor de El diablo cojuelo. Su producciuón se ubica dentro de la estética del Barroco conocida como conceptismo y como autor dramático es un continuador de la comedia nueva de Félix Lope de Vega, muchos de cuyos temas utilizó. Como él, insertó romances populares y canciones de la lírica popular en sus piezas y adaptó temas heroicos de la historia nacional. En ambos aspectos destacó, pero se le recuerda sobre todo por sus comedias de tema histórico: Atila, azote de Dios, Tamerlán de Persia, Juliano Apóstata y El príncipe esclavo y hazañas de Escandenberg escenifican temas de historia extranjera, siendo su obra maestra en esta temática Reinar después de morir.

#### Agustín Moreto
Autor perteneciente a la llamada «escuela de Calderón» cuyas obras más reconocidas son El desdén, con el desdén (1654), una elegante y divertida comedia palatina o «de fábrica»; y El lindo don Diego (1662), comedia de capa y espada de las llamadas «de figurón». Entre sus obras graves destaca San Franco de Sena (1652), una comedia de santos influida por El condenado por desconfiado (1635) de Tirso de Molina.

#### Bances Candamo
Algunos investigadores, como Gaston Gilabert o Álvaro Rosa, sostienen que el siglo de oro continuó más allá de Calderón de la Barca, en concreto, en la figura de uno de sus discípulos, Bances Candamo, autor de obras como Duelos de Ingenio y Fortuna o El esclavo en grillos de oro y de la última preceptiva dramática áurea: Teatro de los teatros de los pasados y presentes siglos.

## Los entremeses
Otro género teatral importante, y a veces descuidado por la crítica, es el entremés, donde mejor y con más objetividad puede estudiarse la sociedad española durante el Siglo de Oro. Se trata de una pieza cómica en un acto, escrita en prosa o verso, que se intercalaba entre la primera y la segunda jornada de las comedias. Corresponde a la farsa europea, y en él destacaron autores como Luis Quiñones de Benavente y Miguel de Cervantes, entre otros.
Destacaron también Luis Vélez de Guevara, Alonso Jerónimo de Salas Barbadillo, Alonso de Castillo Solórzano, Antonio Hurtado de Mendoza, Francisco Bernardo de Quirós, Jerónimo de Cáncer, Pedro Calderón de la Barca, Vicente Suárez de Deza, Sebastián Rodríguez de Villaviciosa, Agustín Moreto, Francisco Bances Candamo, Antonio de Zamora y Francisco de Castro.

## Lugares de representación

### Teatros públicos: Los corrales de comedias

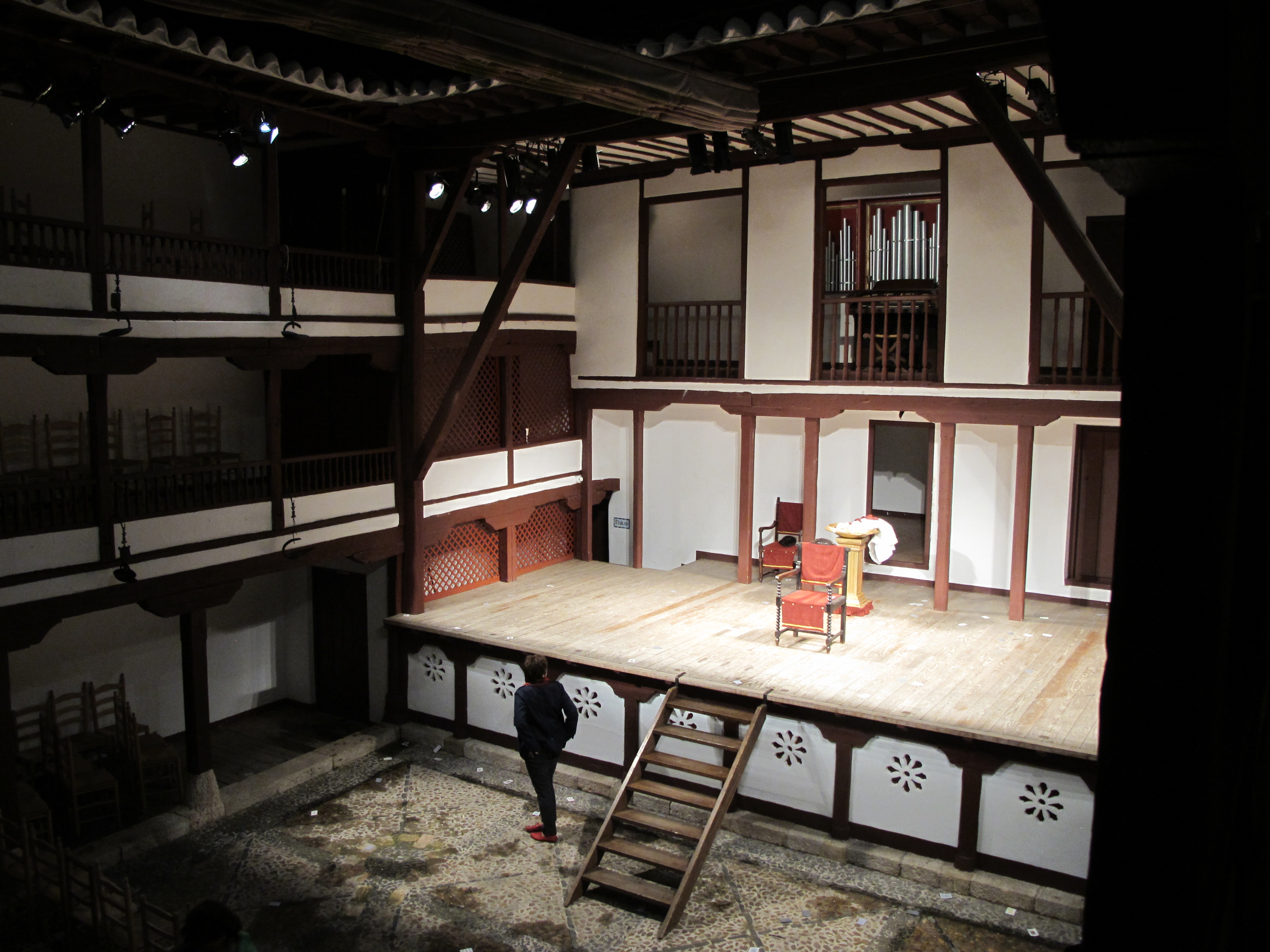
Corral de comedias de Almagro, Ciudad Real.

El corral de comedias tiene su inmediato precedente en los patios de vecindad de las grandes ciudades. La disposición de su espacio físico respeta los corredores, galerías y ventanas que dan a él. No obstante, a medida que la comedia fue ganando adeptos y convirtiéndose en un espectáculo multitudinario, se introdujeron algunas reformas como la construcción de un tablado fijo, de gradas, de galerías altas para las mujeres (incomunicadas del resto del corral), etc, dejando la parte inferior -conocida como patio de caballeros- para los varones de las clases que no se pudieran permitir palco y que veían la función de pie.

### Teatro de corte

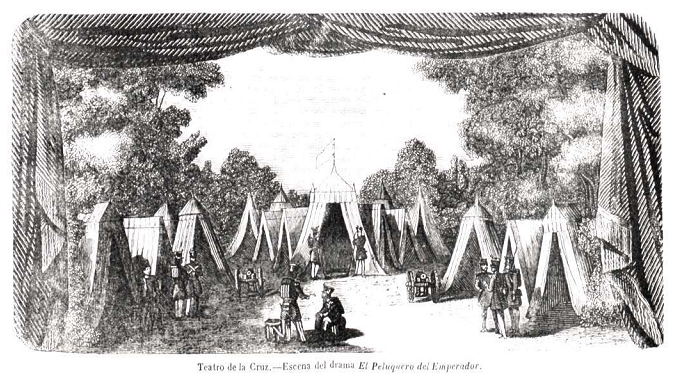
Teatro de la Cruz

El auge del teatro de corte se sitúa en el siglo XVII. A principios de este siglo la corte desarrolla un modelo de teatro que integra algunos aspectos del corral y la influencia decisiva del modelo italiano. Importante lugares de representación fueron en los primeros años del siglo los salones del Alcázar, las habitaciones privadas de los reyes o los grandes salones donde se celebraban fiestas de variadas manifestaciones: banquetes, teatro, música, mascaradas, etc., en especial el llamado Salón Dorado, lugar privilegiado para las fiestas teatrales de palacio.
Con la llegada de los primeros ingenieros y escenógrafos italianos, se afirma cada vez más el camino hacia el gran espectáculo, y se amplía la separación entre el teatro de corte y el teatro de corral. Se trata de una primera etapa de las representaciones cortesanas, que desembocará en las fiestas de gran espectáculo calderonianas, las cuales suponen la culminación del teatro barroco como fusión de las artes (pintura, escultura, música, poesía). Por último, desde el punto de vista de las compañías, las actuaciones en palacio solían ser bien pagadas y prestigiosas, pero exigían una precisión y trabajo de ensayo muy superior, para adaptarse a la complicación de la escenografía y maquinaria.

## El procedimiento burocrático previo a la representación
Lo que ahora llamamos "autor" o "creador" de una pieza teatral era llamado "ingenio" en el Siglo de Oro; el empresario teatral era llamado autor de comedias, y de ordinario era el actor que asumía el gobierno económico de una compañía de teatro, de la compra de manuscritos de ingenios y de la distribución de los papeles a los actores y actrices. El autor de comedias daba nombre a la compañía. Cada manuscrito recién comprado era el llamado original antes de pasar a la censura.
Porque, antes de ser representada la obra, debía someterse a una doble censura oficial civil y eclesiástica; un personaje designado por el ayuntamiento o el clero era el encargado de leer los manuscritos teatrales para certificar que podían ser representados tal como venían escritos; asimismo, podía estipular cambios que habría que hacer al original antes de darle la llamada licencia o permiso. Esta autorización era concedida por oficiales municipales e inscrita en el manuscrito con su firma y la fecha y lugar en que fue concedida. Por lo general, el texto pasaba luego por otras modificaciones, cortes, añadiduras e incluso refundiciones por parte de los apuntadores, los actores o los escritores más o menos aficionados que hubiera en la compañía, no siempre por razones escénicas, por lo cual los manuscritos se deturpaban. Estos manuscritos deturpados eran luego vendidos a impresores que los imprimían sin preocuparse de corregir el texto hasta que Lope de Vega logró con un pleito que los ingenios tuvieran derecho a corregir sus obras si se imprimían.

## Fases del espectáculo teatral

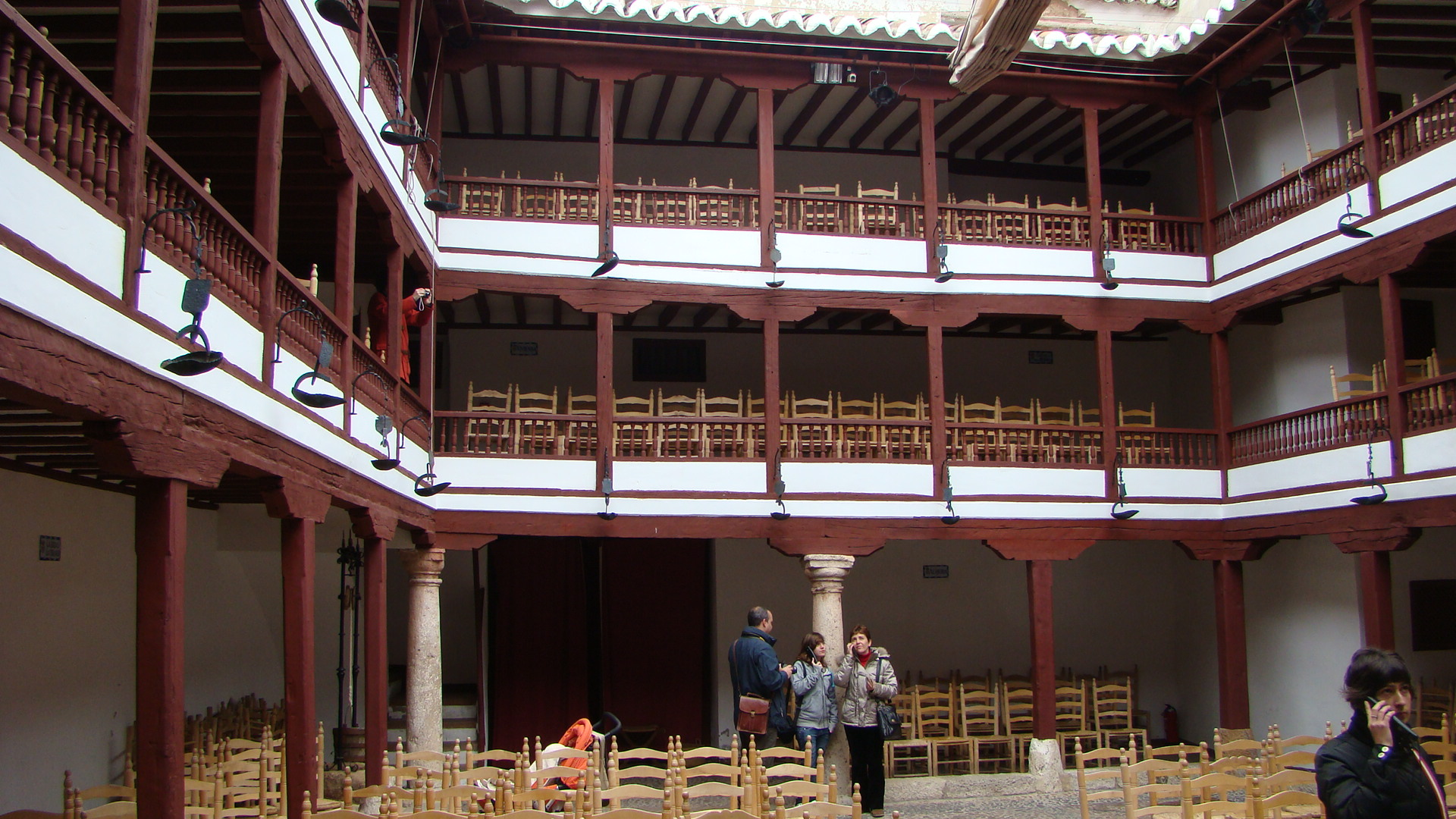
Patio del Corral de comedias de Almagro. Al fondo, se situaban los "alojeros".

El programa de una velada o sarao teatral en un corral o casa de comedias se dividía en las tres jornadas o actos de una comedia. Antes del primero venía una pequeña representación en verso llamada loa que elogiaba el lugar y a su público para preparar buen ambiente, presentaba a la compañía y permitía acomodarse a los que llegaban tarde, separados hombres y mujeres, cerca del escenario y a los lados con bancos para sentarse y aposentos alquilados para personajes nobles ocultos por una celosía. Al final estaban y sin poder sentarse los que menos pagaban, también separados por sexos, los hombres llamados mosqueteros y las mujeres en un lugar tan apretado y caliente (porque no estaba a resguardo del sol que un toldo quitaba a los de delante), que lo llamaban cazuela. Sin embargo, se podía vender y comprar aloja como refresco. En lo alto podía haber también un aposento destinado a los poetas y hombres cultos llamado tertulia.
Antes de la segunda jornada se representaba un entremés cómico en prosa, verso o verso cantado que era muy importante para el éxito de la velada (una buena comedia con un mal entremés fracasaba; una mala comedia con un buen entremés podía sostenerse en cartel más tiempo). Antes del tercer acto se representaba un baile con música, y al final una mojiganga.